# Matriz de pagos
En teoría de juegos, la matriz de pagos (a veces también llamada matriz de recompensas) es una matriz que resume la información dada por las funciones de pago en un juego rectangular o en un juego extensivo en su forma normal.

## Matriz de pagos para juegos bipersonales de suma cero
Sea (N, Dj, φj) un juego rectangular, bipersonal y de suma cero (es decir, aquel en que la ganancia de un jugador es igual a la pérdida del otro). Si n y m denotan la cantidad de estrategias del jugador 1 y 2 respectivamente, entonces la matriz de pagos del juego, de tamaño nxm se define entrada a entrada como:
{\displaystyle a_{ij}=\varphi _{1}((i),(j))}
Esto es, la entrada i, j representará el pago que resulta para el jugador 1 cuando este siguió su estrategia i y el jugador 2 por su parte usó la estrategia j. Para este tipo de juegos conocer los pagos del jugador 1 es suficiente para conocer los pagos del jugador 2, de modo que la matriz resume toda la información necesaria para calcular dichos pagos.

### Ejemplo
Consideremos el juego piedra, papel o tijera, donde el perdedor debe pagar una unidad monetaria al ganador y en caso de empate no hay pago para ninguno. La siguiente tabla puede considerarse una matriz de pagos para el juego:
|        | Piedra | Papel | Tijera |
| Piedra | 0      | -1    | +1     |
| Papel  | +1     | 0     | -1     |
| Tijera | -1     | +1    | 0      |

Si numeramos las estrategias piedra, papel y tijera como 1, 2 y 3 respectivamente, la matriz de pagos será por definición:
{\displaystyle \mathbb {A} =\;{\begin{pmatrix}0&-1&1\\1&0&-1\\-1&1&0\\\end{pmatrix}}}

## Matriz de pagos para juegos bipersonales
En general no es posible saber cuál es el pago para el jugador 2 conociendo solamente los pagos del jugador 1. Cuando el juego no es de suma cero una matriz con entradas unidimensionales no puede mostrar toda la información sobre los pagos; para lograrlo es necesario introducir un vector bidimensional (que representará el pago para el jugador 1 y 2 respectivamente) en cada entrada de la matriz. En fórmulas, esto quiere decir que la matriz de pagos para un juego bipersonal en general está dada por:
{\displaystyle a_{ij}=(\varphi _{1}((i),(j)),\varphi _{2}((i),(j)))}
Esto es, la entrada i, j será el vector (a,b), donde a es el pago para el jugador 1 y b es el pago para el jugador 2 cuando el jugador 1 elige la estrategia i y el jugador 2 por su parte elige la estrategia j.

### Ejemplo
En el juego de piedra, papel o tijera se pueden cambiar los pagos para hacerlo un juego de suma distinta de cero. Supongamos que una persona externa al juego paga una unidad monetaria al ganador, mientras que el perdedor no paga nada. En caso de empate, ninguno de los dos gana nada. Si volvemos a numerar las estrategias piedra, papel y tijera con 1, 2 y 3, respectivamente, entonces la matriz de pagos del juego está dada por:
{\displaystyle \mathbb {A} =\;{\begin{pmatrix}(0,0)&(0,1)&(1,0)\\(1,0)&(0,0)&(0,1)\\(0,1)&(1,0)&(0,0)\\\end{pmatrix}}}
Desde luego, la matriz de pagos de cualquier juego de suma cero puede expresarse del mismo modo, pero en esos casos habrá información duplicada. En el primer ejemplo, la matriz de pago general para juegos bipersonales resultaría:
{\displaystyle \mathbb {A} =\;{\begin{pmatrix}(0,0)&(-1,1)&(1,-1)\\(1,-1)&(0,0)&(-1,1)\\(-1,1)&(1,-1)&(0,0)\\\end{pmatrix}}}
Nótese que al ser de suma cero, la segunda entrada de cada vector es justamente el inverso aditivo de la primera entrada. De ahí que para juegos de suma cero sea suficiente conocer una sola de las componentes y que se elimine la otra.

## Matriz de pagos para juegos n-personales
Es posible generalizar el concepto de matriz de pagos a varios jugadores. Sea {\displaystyle (26,1_{1}00,\varphi _{j})} un juego rectangular, donde N es el número de jugadores. Sea {\displaystyle 26_{1}} el número de estrategias del jugador k. Entonces la matriz de pagos del juego será una matriz N-dimensional de tamaño {\displaystyle n_{1}xn_{2}x...xn_{N}} y con entradas en ℝ{\displaystyle ^{N}} dadas por:
{\displaystyle a_{i_{1}i_{2}...i_{N}}=(\varphi _{1}(i_{1},i_{2},...,i_{N}),\varphi _{2}(i_{1},i_{2},...,i_{N}),...,\varphi _{N}(i_{1},i_{2},...,i_{N}))}
En este caso el significado intuitivo de la fórmula es el mismo que en el caso bidimensional. Al ser la matriz de múltiples dimensiones, es imposible ejemplificarlo gráficamente.

## Matriz de pagos para juegos en forma extensiva.
Muchos de los modelos de la teoría de juegos no se pueden expresar como un juego rectangular y es necesario plantearlos como juegos extensivos. En estos casos también existe una matriz de pagos asociada al juego y resulta ser la matriz de pagos del juego en su forma normal.

## Matrices de pagos y equilibrios de Nash
En muchas ocasiones la matriz de pagos de un juego es muy útil para calcular sus equilibrios de Nash en estrategias puras. En los juegos bipersonales de suma cero, los equilibrios de Nash (si existen) se encuentran buscando entradas que sean puntos silla de la matriz de pagos. Intuitivamente, un punto silla de una matriz es aquella entrada que sea al mismo tiempo la menor de su renglón y la mayor de su columna.
Para el caso de juegos rectangulares bipersonales de suma distinta de cero, los equilibrios de Nash se suelen encontrar por simple inspección de la matriz, recordando la definición de equilibrio de Nash.

### Ejemplos

#### Piedra, papel o tijera.
Consideremos nuevamente el juego de piedra, papel o tijera en su forma de suma cero. En este caso, el juego no tiene equilibrios de Nash en estrategias puras, pues su matriz de pagos no tiene una entrada que sea simultáneamente la menor de su renglón y la mayor de su columna.
Dilema del prisionero.
Consideremos el dilema del prisionero, con dos estrategias cada uno (confesar (1) y no confesar (2) en ambos casos) y pagos dados por la matriz de pagos:
{\displaystyle \mathbb {A} =\;{\begin{pmatrix}(6,6)&(0,10)\\(10,0)&(2,2)\\\end{pmatrix}}}
Las entradas representan el número de años de cárcel que recibirá cada preso de acuerdo a la estrategia que hayan elegido por separado. Es claro que cada preso busca quedarse el menor tiempo en la cárcel y, por lo tanto, su objetivo es minimizar los pagos dados por la matriz. Notemos que el pago por la estrategia (confesar, confesar) (representado por la entrada 2,2 en la matriz) es un equilibrio de Nash, pues ningún jugador puede mejorar su pago cambiando su estrategia mientras el otro mantenga la suya.